# Salida 90
Salida 90 es una banda de rock colombiana originaria de Bogotá, formada en el año 2016. La banda se ha destacado por su estilo de rock alternativo y sus letras con mensajes emotivos y positivos.

## Origen del nombre
El nombre "Salida 90" tiene un significado especial para la banda. La palabra "Salida" representa el poder romper con el ciclo de circunstancias personales que marcaron a los fundadores de la banda Diego Sierra y Carlos Bulla por separado. Cuando se unieron para tocar, se dieron cuenta de que estaban pasando por situaciones importantes en sus vidas y que requerían un cambio de rutina, una "salida" de las circunstancias que los agobiaban.
Por otro lado, el "90" en el nombre hace referencia a la generación de los años 90 en la que vivieron su adolescencia. El rock en español de los 90 marcó su influencia musical y les dejó recuerdos muy especiales. Como anécdota curiosa, el barrio donde vivieron su infancia y adolescencia tenía como dirección "Calle 90", lo que terminó por asociar ese número con buenos recuerdos y una sensación de nostalgia positiva.
"Salida 90, por lo tanto, representa un escape de las tensiones y preocupaciones de la vida, y la mejor forma de encontrar esa "salida" es recordando la infancia y juventud para revivir el espíritu de compartir con amigos y la música de esa época." Dijo Diego Sierra en una entrevista en U. Rosario Radio.

## Historia
Salida 90 se fundó en Bogotá, Colombia, a principios de 2016. La banda está compuesta por cinco músicos: Carlos Bulla (voz y guitarra), Diego Sierra (Batería), Miguel Muñoz (Guitarra Principal), Diego Laverde (Teclados) y Alejandro Orozco (Bajo).
En 2017, Salida 90 lanzó su primer sencillo, "Buscando una salida", una canción que habla de la esperanza de alcanzar los sueños a pesar de los desafíos cotidianos. Este sencillo marcó el inicio de su carrera musical en los escenarios de rock en Colombia.
En 2018, la banda lanzó "No estás sola", una canción dedicada al amor de los hijos hacia sus madres, reconociendo su sacrificio y dedicación.
En 2020, en medio de la pandemia por el COVID-19, lanzaron "No mas" una canción que se manifiesta en contra de las injusticias cotidianas.
“Es hora de levantar la voz y decir "No más" a todas las injusticias, maltratos, humillaciones y a todos los años en que hemos dejado que pasen por encima de nuestro bienestar. Hay que decir No más al maltrato hacia las mujeres y niños, No más a los años de corrupción de esa clase política, No más a los años de silencio viendo como todo esto pasa y no hacemos nada, No Más a guardar rencor en nuestro corazón. Si todos unidos levantamos la voz lograremos un verdadero cambio”. Dijo la banda en una entrevista.
En mayo de 2023, Salida 90 presentó su cuarto sencillo, "Adiós Inesperado", una emotiva canción de desamor que evoca el clásico rock en español latinoamericano. 
Todas las anteriores canciones fueron producidas por Sergio Suzarte (Rocka, El Sie7e), mezcladas y masterizadas por Diego Abril (StayWay) en los estudios de Abril Records en Bogotá.

## Discografía
- 2017: Buscando una salida
- 2018: No estás sola
- 2020: No más
- 2023: Adiós Inesperado
- 2024: La física de lo imposible[2]

## Miembros

### Miembros actuales
- Carlos Bulla (2016 - presente) - voz y guitarra
- Diego Sierra (2016 - presente) - Batería
- Miguel Muñoz (2021 - presente) - Guitarra Principal
- Diego Laverde (2022 - presente) - Teclados
- Alejandro Orozco (2023 - presente) - Bajo

### Antiguos miembros
- Brayan Buitrago (2016 - 2019) - Bajo
- Juan Ramirez (2016 - 2019) - Guitarra Principal
- Andres Torres (2016 - 2021) - Guitarra rítmica
- Cristian Salazar (2019 - 2023) - Bajo